# The Hangover (Gilby Clarke)
The Hangover è un album rock di Gilby Clarke del 1997.

## Tracce
1. Wasn't Yesterday Great – 2:45
2. It's Good Enough for Rock N' Roll – 3:12
3. Zip Gun – 3:17
4. Higher – 3:20
5. Mickey Marmalade – 3:17
6. Blue Grass Mosquito – 3:24
7. Happiness Is a Warm Gun – 2:56
8. Hang on to Yourself – 2:29
9. The Worst – 3:39
10. Captain Chaos – 5:12
11. Punk Rock Pollution – 2:29